# Arquidiócesis de Vilna
La arquidiócesis de Vilna (en latín: Archidioecesis Vilnensis y en lituano: Vilniaus arkivyskupija) es una circunscripción eclesiástica de la Iglesia católica en Lituania. Se trata de una arquidiócesis latina, sede metropolitana de la provincia eclesiástica de Vilna. Desde el 5 de abril de 2013 su arzobispo es Gintaras Linas Grušas.

## Territorio y organización

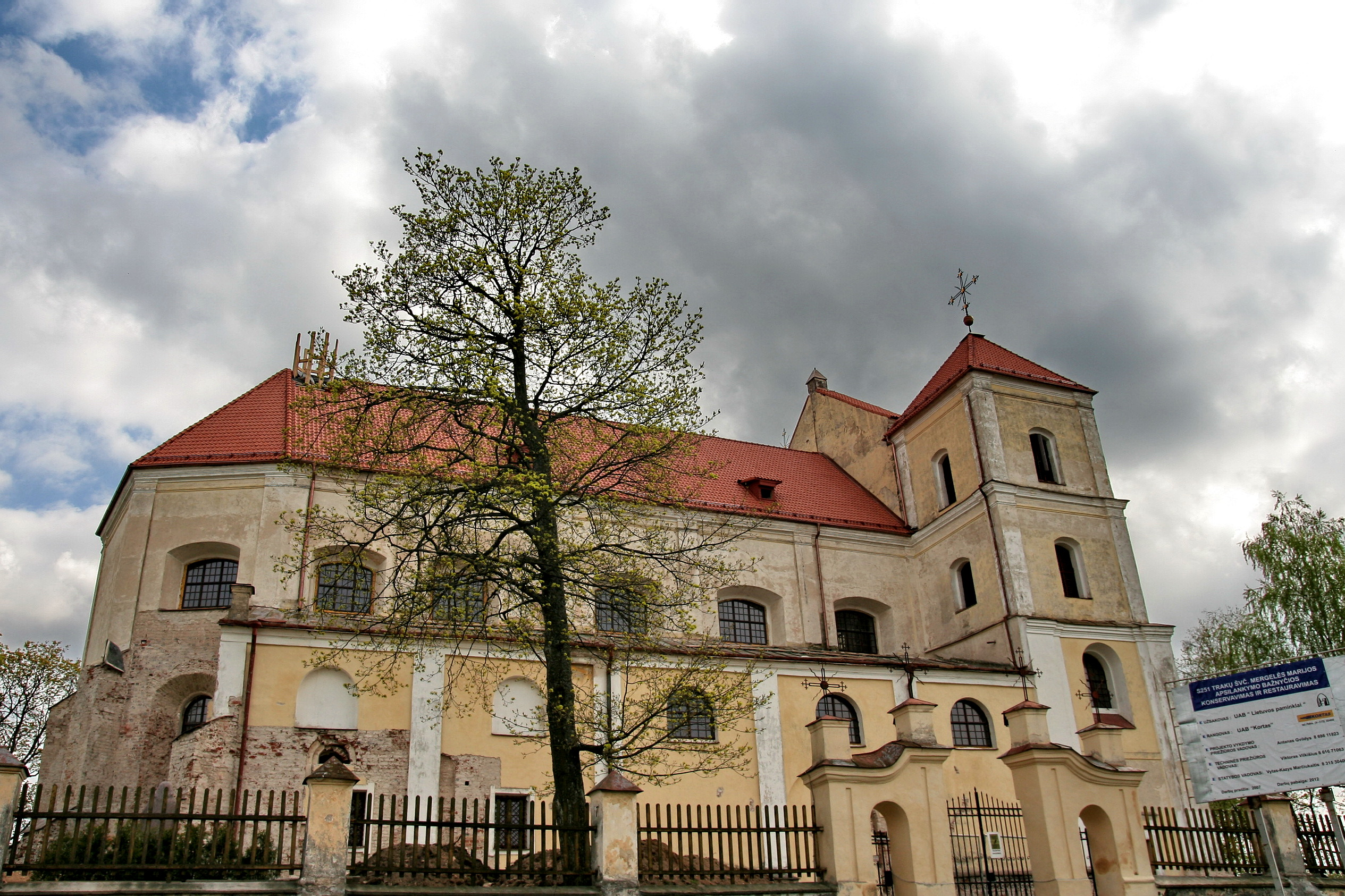
Basílica de la Visitación de la Santísima Virgen María, en Trakai

La arquidiócesis tiene 9644 km² y extiende su jurisdicción sobre los fieles católicos de rito latino residentes en la parte oriental de Lituania y comprende:
- en la provincia de Alytus el municipio de Druskininkai y el municipio distrital de Varėna;
- en la provincia de Vilna el municipio de la ciudad de Vilna y los municipios distritales de Šalčininkai, Vilna, Švenčionys, Širvintos (en parte) y Trakai (en parte);
- en la provincia de Utena los municipios distritales de Ignalina, Molėtai (en parte) y Zarasai (en parte).

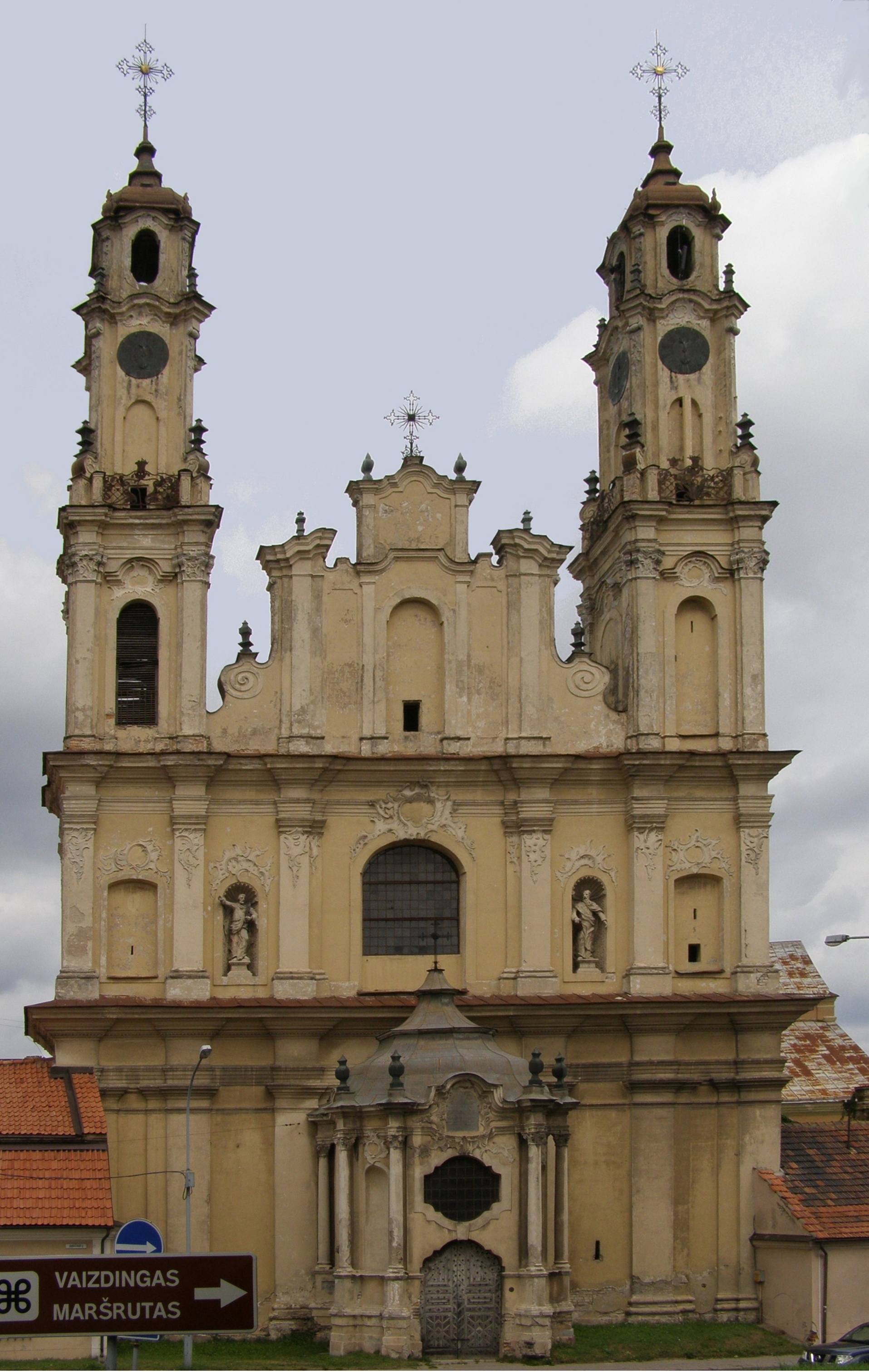
Iglesia de la Ascensión, en Vilna

La sede de la arquidiócesis se encuentra en la ciudad de Vilna, en donde se halla la Catedral de los Santos Estanislao y Ladislao, inscripta como Patrimonio de la Humanidad de la Unesco. Vilna está llena de iglesias con una historia turbulenta e interesante. Un destino de peregrinación es la capilla de la Puerta de la Aurora, que contiene una efigie de la virgen María Madre de la Misericordia venerada en Lituania y Polonia. En la diócesis también se encuentra la basílica de la Visitación de la Santísima Virgen María, en Trakai.

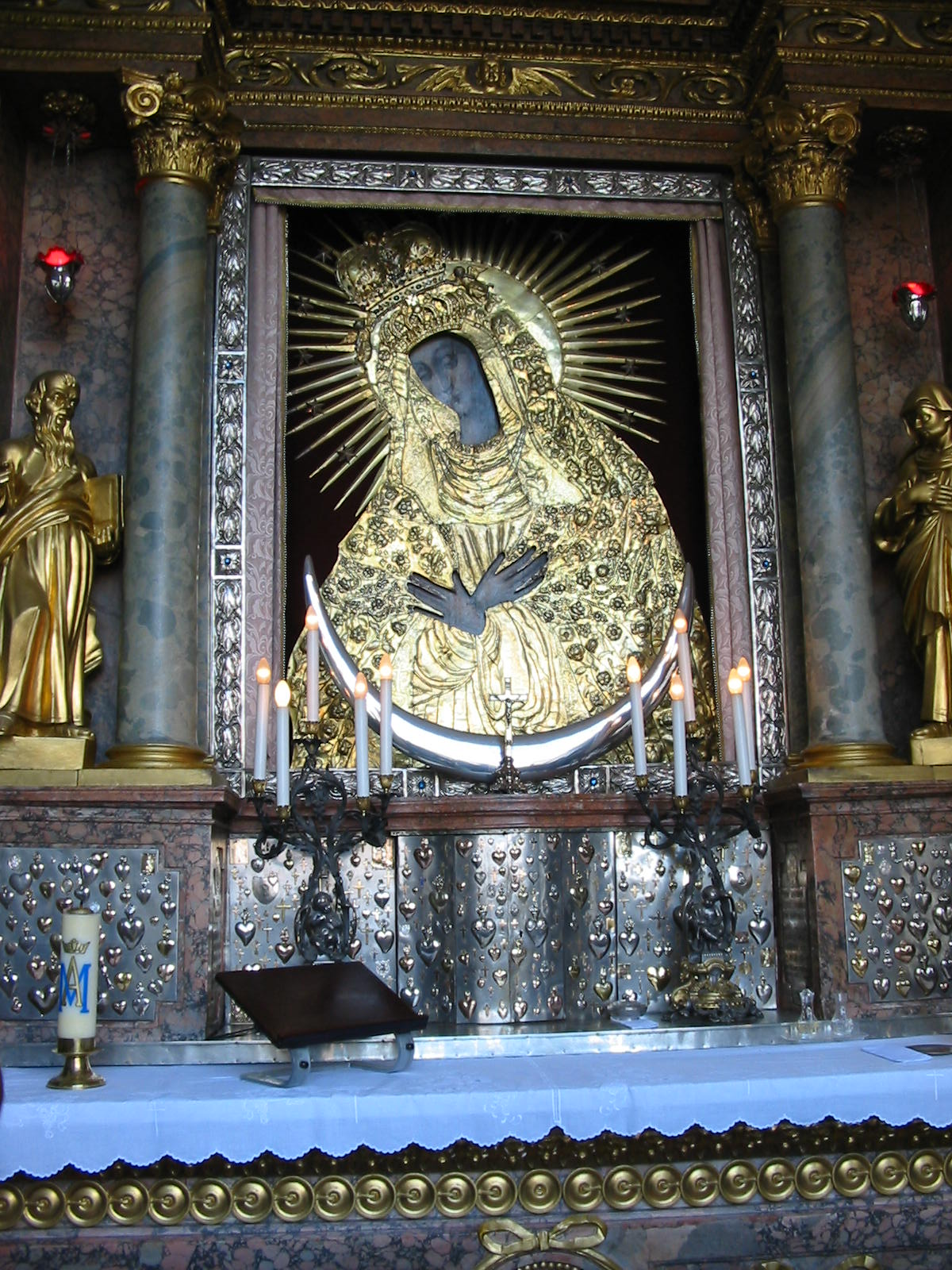
Efigie de la Virgen María de la Puerta del Alba. Es venerada en toda Lituania y Polonia

La arquidiócesis tiene como sufragáneas a las diócesis de Kaišiadorys y Panevėžys.

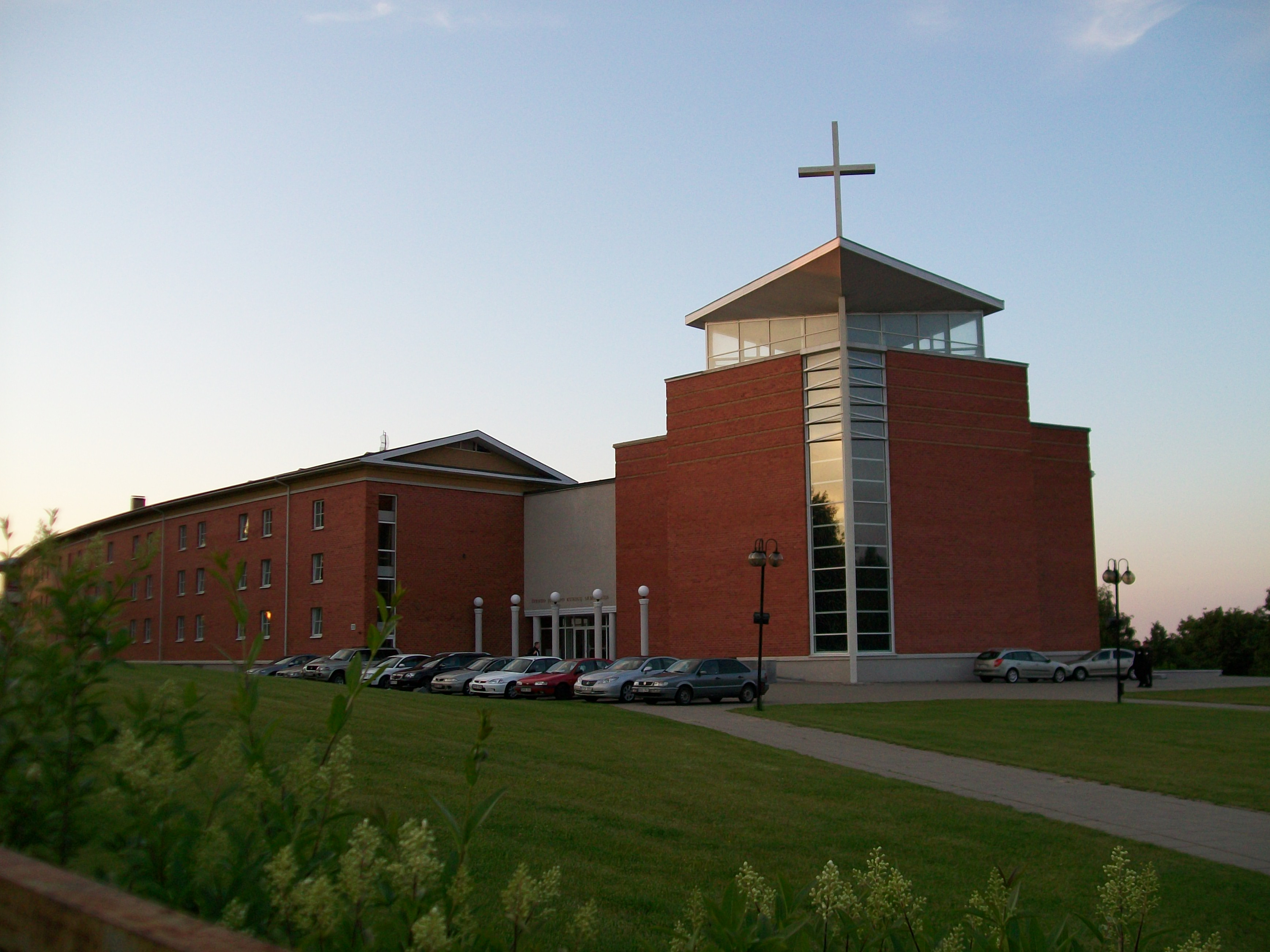
Seminario de San José, en Vilna

En 2023 en la arquidiócesis existían 97 parroquias agrupadas en 9 decanatos: Ignalinos dekanatas, Kalvarijų dekanatas, Naujosios Vilnios dekanatas, Šalčininkų dekanatas, Švenčionių dekanatas, Trakų dekanatas, Varėnos dekanatas, Vilniaus I dekanatas y Vilniaus II dekanatas.

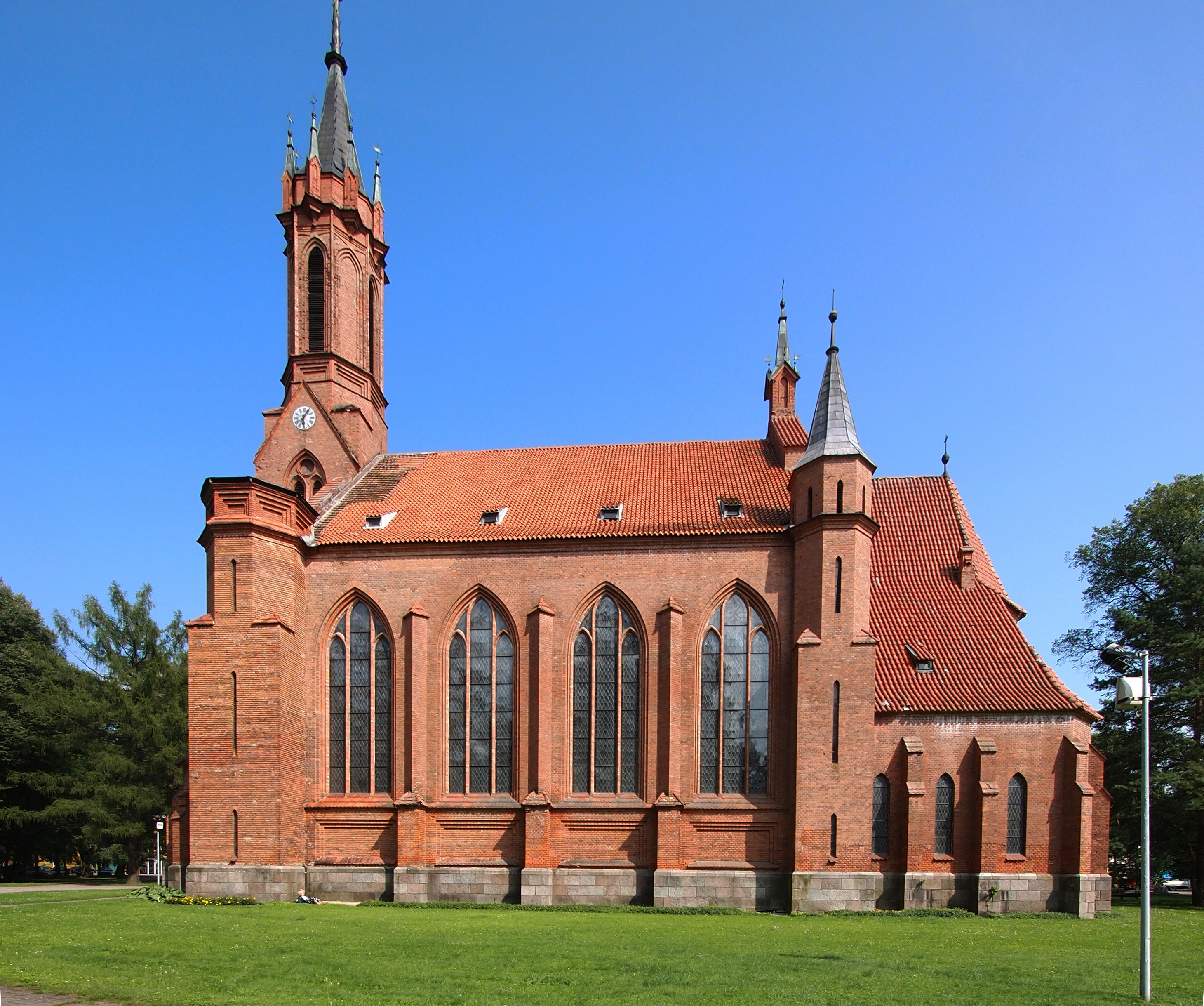
Iglesia de Nuestra Señora del Escapulario, en Druskininkai

## Historia

### Erección y primeros años
La erección de la diócesis se debe a la iniciativa del rey Vladislao II de Polonia, quien envió misioneros para la evangelización de Lituania en 1387 y envió a Dobrogost, arzobispo de Poznan, como embajador ante el papa Urbano VI con una petición para la erección de una sede episcopal en Vilna y para el nombramiento de Andrzej Wasilko (exobispo de Siret y confesor de la reina Isabel de Hungría). Para cumplir con las peticiones del rey, el 12 de marzo de 1388 el papa Urbano VI, mediante la carta apostólica Romanus Pontifex, encargó a Dobrogost, obispo de Poznan, establecer una diócesis en Vilna, erigir la catedral y consagrar a Andrzej Wasilko como primer obispo diocesano. También se autorizó el establecimiento de un cabildo de diez canónigos. Bajo el episcopado de Wasilko se construyeron las iglesias de San Juan, que se convirtió en la iglesia parroquial de la ciudad, San Martín y Santa Ana (en los Castillos Superior e Inferior respectivamente).
A la muerte de Wasilko en 1398 fue sucedido por un franciscano, Jakub Plichta (1398-1407), durante cuyo episcopado la catedral en Vilna fue destruida por el fuego. Entre sus sucesores estuvieron: Piotr Krakowczyk de Kustynia (1414-1421), que fue investido por el papa Martín V con plenos poderes para convertir a los ortodoxos de Lituania a la Iglesia católica; Matthias de Trakai (1421-1453), de Lituania, que envió a sus propios representantes en el Concilio de Basilea y utilizó la Inquisición para luchar contra los husitas, fundó muchas iglesias y defendió incondicionalmente los derechos y privilegios de los lituanos.
Con Jan Łosowicz (1467-1481) muchos rutenos fueron convertidos al catolicismo y los franciscanos bernardinos se asentaron en Vilna. Albert Tabor, lituano, invitó a los dominicos a Vilna y les confió la iglesia del Espíritu Santo; Albert Radziwiłł (1508-1519) murió en olor de santidad; Juan de Lituania (1519-1537) fue sucedido por el príncipe Paweł Holszański (1534-1555), restauró la catedral de estilo gótico; Walerian Protasewicz Suszkowski (1556-1580) tuvo que luchar por la ley del celibato eclesiástico y el uso del latín como lengua litúrgica; presentó a los jesuitas en Vilna, incluido Piotr Skarga.
Los obispos de Vilna, que presidían una gran diócesis y disfrutaban del cargo temporal de senadores de Lituania, no pudieron dedicar toda su atención a las necesidades espirituales de su rebaño; para remediar el problema, a partir del siglo XV tuvieron obispos coadjutores o auxiliares. Muchos de ellos, particularmente en los siglos XVI y XVII, fueron obispos titulares de Metone (en el Peloponeso). Entre los más famosos estuvieron Jurgis Kazimieras Ancuta (1723-1737, autor de la obra Jus plenum religionis catholicae in Regno Poloniae, que mostraba que los protestantes y los ortodoxos no tenían los mismos derechos que los católicos. A partir del siglo XVII, también fueron auxiliares de Bielorrusia.

### La era de la Reforma protestante
Príncipe obispo Jerzy Radziwiłł (1579-1591) dio un impulso a la Universidad de Vilna, fundó el seminario de la diócesis y lo puso bajo la dirección de los jesuitas, introdujo los decretos del Concilio de Trento, y después de haber sido creado cardenal fue trasladado a la diócesis de Cracovia en 1591. El capítulo en consecuencia confió al obispo auxiliar, Cipriano, la administración de la diócesis. A su muerte en 1594 ocurrió la división del clero en facciones por la elección del sucesor, hasta que el rey Segismundo III nombró a Benedykt Wojna (1600-1615), quien se comprometió efectivamente con la canonización del rey Casimiro, en cuyo honor se colocó la primera piedra de una iglesia en Vilna en 1604. Sus esfuerzos por tener a san Casimiro como santo patrón de Lituania tuvieron éxito. Su sucesor, Eustachy Wollowicz (1616-1630), fundó hospitales, invitó a los Canónigos Regulares de Letrán a Vilna, y combatió enérgicamente a los protestantes y los ortodoxos. Abraham Wojna (1631-1649) introdujo la Orden Hospitalaria de San Juan de Dios y se opuso enérgicamente al calvinismo. Jerzy Tyszkiewicz (1650-1656), anexó toda Curlandia a la diócesis. Aleksander Sapieha (1666-1671) erigió la iglesia de los Santos Pedro y Pablo en Vilna, usando la basílica de San Pedro de Roma como modelo. La diócesis en ese momento comprendía 25 decanatos con 410 iglesias. Konstanty Kazimierz Brzostowski (1687-1722) introdujo a los escolapios a Vilna y alentó el desarrollo de las órdenes religiosas. Durante el episcopado de Mikołaj Ene Zenkowicz (1730-1762), surgieron conflictos entre los jesuitas y los escolapios, que provocaron el cierre de los colegios escolapios. El príncipe Ignacy Jakub Massalski (1762-1794) promovió la reforma del clero y devolvió su inmenso patrimonio a las iglesias de la diócesis, haciendo también reconstruir a sus expensas la Catedral de Vilna en su forma actual. También estuvo atento a la cultura y a la educación, siendo jefe de la comisión de educación nacional de 1773 a 1776, fundó alrededor de trescientas escuelas parroquiales y transformó el antiguo colegio jesuita de Vilna en una verdadera universidad. Sus opiniones políticas conservadoras, consideradas prorrusas, provocaron el odio de los seguidores de Tadeusz Kościuszko, que se materializó en 1794, cuando una multitud hostil irrumpió en su palacio y lo mandó ahorcar.
La floreciente vida religiosa en la diócesis de Vilna está atestiguada por el gran número de sínodos que se celebraron allí. El primero tuvo lugar en 1502, convocado por el obispo Tabor. Siguieron los sínodos de 1526; de 1528, para recaudar fondos para la restauración de la catedral; de 1555, para oponerse a la expansión del luteranismo; de 1582; de 1607, que promulgó muchos reglamentos para la administración de los sacramentos y la disciplina del clero; de 1630, para regular la administración de los bienes eclesiásticos; de 1654, para ayudar al estado con nuevos impuestos; de 1669, con su reglamento disciplinario; de 1685, con ordenanzas relativas a la administración de los sacramentos y la vida del clero; de 1744, con normativa sobre catecismo, matrimonios mixtos y ejercicios espirituales. Después del sínodo de 1744 no se realizaron otros, pero los obispos enviaron cartas pastorales al clero, algunas de las cuales son notables en importancia.

### Bajo el dominio del Imperio ruso
Después de la anexión de Lituania al Imperio ruso en 1795, la diócesis de Vilna ya no gozó de libres relaciones con la Santa Sede, sin embargo, gran parte del clero católico dio la bienvenida al gobierno ruso después de que el obispo de Vilna, el príncipe Massalski, fuera asesinado por los revolucionarios de Kościuszko en 1794. En 1795 el cabildo nombró a David Pilchowski vicario in spiritualibus. La diócesis de Inflanty, cuyo obispo también había sido asesinado por los revolucionarios en 1794, fue incorporada a Vilna y Jan Nepomucen Kossakowski (1798-1808) fue nombrado obispo. Hizo mucho por la prosperidad del seminario. Después de su muerte, el cabildo se vio envuelto en un conflicto con el metropolitano católico de Mogilev, residente en San Petersburgo, Siestrzencewicz (anteriormente obispo auxiliar en Vilna), quien, según la legislación rusa y la interpretación de un breve pontificio de 1783, impuso por encima del capítulo, como administrador de la diócesis, a Hieronim Strojonowski (1808-1814), posteriormente confirmado por el papa, entonces obispo de Vilna, tras cuya muerte asumió el gobierno de la diócesis atribuyéndose el título de primado de Lituania. En 1798 la diócesis, hasta entonces sufragánea de Gniezno, pasó a formar parte de la provincia eclesiástica de la arquidiócesis de Mogilev, perdiendo simultáneamente parte de su territorio debido a la erección de la diócesis de Minsk.
En 1827, después de la muerte de Siestrzencewicz, el vicario capitular, Milucki, administró la diócesis por un corto tiempo. En 1828 Andreas Klagiewicz fue nombrado administrador; fue enviado al interior de Rusia durante el levantamiento de 1831, regresó en 1832, fue elegido obispo de Vilna en 1839 y tomó posesión de la sede el 28 de junio de 1841. Murió el mismo año, después de presenciar la ruina de la Iglesia greco-católica en su diócesis (en 1839 el sínodo de la provincia eclesiástica greco-católica de Polonia había anulado la Unión de Brest pidiendo pasar a formar parte de la Iglesia ortodoxa rusa) y la represión del catolicismo de rito bizantino. El cabildo eligió entonces como vicario a Jan Cywiński, quien tuvo el dolor de ver cerrada la Universidad de Vilna y despojada completamente de sus propiedades al clero y a las iglesias de la diócesis. Murió el 17 de noviembre de 1846. En 1848 le sucedió Wacław Żyliński, que fue trasladado a la sede metropolitana de Mogilev en 1856, pero continuó gobernando la diócesis hasta 1858.
Adam Stanisław Krasiński fue expulsado de la diócesis como resultado del levantamiento de 1863, sin embargo continuó gobernando la diócesis hasta 1883, cuando se refugió en Cracovia. Su sucesor, Karol Hrynieweki, fue exiliado a Yaroslavl después de dos años de episcopado, y en 1890 renunció al obispado y se retiró a Galitzia. Durante su exilio gobernó la diócesis como vicario Ludwik Feliks Zdanowicz. En 1889, Antanas Pranciškus Audzevičius, canónigo de San Petersburgo y teólogo erudito, fue elegido obispo. Murió en 1895; la diócesis estaba entonces gobernada por Ludwik Feliks Zdanowicz, obispo titular de Dionisiade. En 1897 fue sucedido por el canónigo Steponas Aleksandras Žvėravičius, que fue trasladado en 1902 a la diócesis de Sandomierz. El barón Eduard von der Ropp ocupó su lugar y se dedicó a organizar el movimiento católico en la diócesis, provocando la hostilidad del Gobierno ruso por ello. Ropp fue exiliado a Pskov y la diócesis fue gobernada por Kazimieras Mikalojus Michalkevičius como administrador apostólico.
La antigua diócesis de Livonia, suprimida en 1797, había sido incorporada a la diócesis de Vilna, pero parte de este territorio (el de la antigua diócesis de Curlandia) fue anexado a la diócesis de Samogitia luego del concordato entre la Santa Sede y el Imperio ruso del 3 de agosto de 1847, implementado mediante la bula Universalis Ecclesiae del 3 de julio de 1848 del papa Pío IX. La diócesis fue ajustada a los límites de las gobernaciones de Vilna y Grodno.
El 16 de marzo de 1799, mediante la bula Saepe factum est emitida por el papa Pío VI, Vilna cedió 90 parroquias con el fin de establecer la diócesis de Wigry.

### sigloXX
Después de la Primera Guerra Mundial la diócesis se encontró dividida entre dos estados: la mayor parte del territorio, con la sede episcopal, estaba dentro de las fronteras de la nación polaca restaurada, mientras que una parte se encontraba en Lituania. En los años inmediatamente posteriores al final de la guerra, se iniciaron negociaciones para la reorganización de las diócesis en esa parte de Europa, basándose en el principio de que los límites diocesanos debían coincidir con los políticos.
El 28 de octubre de 1925, mediante la bula Vixdum Poloniae unitas del papa Pío XI, se reorganizaron los distritos eclesiásticos polacos de rito latino: la diócesis de Vilna, que era sufragánea de la arquidiócesis de Mogilev, fue elevada al rango de arquidiócesis metropolitana y tuvo como sufragáneas las diócesis de Łomża y Pinsk. Al mismo tiempo, perdió 6 decanatos y 67 parroquias que pasaron a la nueva diócesis de Pinsk, pero incorporó las parroquias de otras diócesis que entonces estaban en Polonia, es decir, 14 parroquias de la diócesis de Samogitia y 4 parroquias de la diócesis de Minsk.
Al año siguiente, el 4 de abril de 1926, mediante la bula Lituanorum gentes del papa Pío XI, cedió la parte del antiguo territorio que estaba en Lituania, compuesta por 5 decanatos y 62 parroquias, para la erección de la diócesis de Kaišiadorys.
En 1938 la arquidiócesis incluía 30 decanatos y 448 parroquias para aproximadamente un millón y medio de fieles.
Tras la ocupación de Polonia por los ejércitos de Alemania y de la Unión Soviética en 1939, parte de la región de Vilna fue transferida a Lituania (un total de 70 parroquias). Otros territorios de la diócesis de Vilna estaban controlados por la Unión Soviética (en Bielorrusia) y Alemania.
En 1942 los nazis arrestaron a 50 sacerdotes de la arquidiócesis de Vilna en Bielorrusia y los fusilaron, otros 9 fueron fusilados en 1943 en Lida, 4 en Grodno y 3 en Svisločė. Durante la ocupación alemana murieron 85 sacerdotes de la arquidiócesis de Vilna. Cerca de 40 sacerdotes fueron encarcelados pero sobrevivieron. Después de la Segunda Guerra Mundial, la arquidiócesis de Vilna cubrió no solo una parte de Lituania, sino también del territorio de Bielorrusia y de Polonia. Había 273 iglesias en Bielorrusia y 51 en Polonia. El metropolitano Romualdas Jalbžikovskis, quien regresó a Vilna en 1945, se fue a Bialystok y desde allí gobernó la parte polaca de la arquidiócesis. No había administración diocesana en Bielorrusia, ni clero, ni sacerdotes, ni seminario y la mayoría de las iglesias están cerradas. En los años de la posguerra, solo en Vilna se cerraron 23 iglesias y la catedral, y unos 20 sacerdotes de la arquidiócesis fueron reprimidos por motivos políticos.
Durante los años de ocupación soviética, los católicos sufrieron una feroz persecución por parte del poder estatal. El arzobispo coadjutor Mečislovas Reinys fue encarcelado y murió en prisión en 1953. Muchos de sus familiares fueron encarcelados y durante los interrogatorios le ofrecieron la liberación a cambio de su sumisión a Moscú, pero sin éxito. La curia arzobispal fue transferida a la parte de la diócesis en territorio polaco, a Białystok, y el distrito, gobernado por vicarios, se vio obligado a utilizar el nombre de "arquidiócesis de Białystok", ya que estaba prohibido llamarlo Vilna. El sucesor del arzobispo Jałbrzykowski (fallecido en 1955), Julijonas Steponavičius (administrador apostólico de 1957 a 1989, entonces arzobispo) fue deportado fuera de las fronteras de la arquidiócesis en 1961. Pasó 28 años como deportado. Más de veinte sacerdotes fueron encarcelados. La vida de la Iglesia estaba sometida a fuertes restricciones: se prohibía la enseñanza de la Biblia en las escuelas, el catecismo para niños, la publicación de periódicos y libros religiosos y el culto público. Se cerraron todos los monasterios, se confiscaron la mayor parte de las propiedades de la Iglesia y se cerraron veintitrés iglesias, incluida la Catedral de Vilna, que se transformó en una galería de arte.
Tras la declaración de la independencia de Lituania de la Unión Soviética el 11 de marzo de 1990, los territorios de la arquidiócesis que estaban fuera del nuevo país fueron cedidos a nuevas diócesis: el 13 de abril de 1991 los territorios bielorrusos fueron cedidos a la nueva diócesis de Grodno mediante la bula Qui operam del papa Juan Pablo II; y el 5 de junio de 1991 los territorios polacos a la nueva diócesis de Bialystok, que el año siguiente fue elevada a una arquidiócesis metropolitana (desde 1945 existió una administración apostólica en Bialystok).

## Estadísticas
Según el Anuario Pontificio 2024 la arquidiócesis tenía a fines de 2023 un total de 659 530 fieles bautizados.
| Año                                                                             | Población            | Población | Población      | Sacerdotes | Sacerdotes    | Sacerdotes    | Bautizados por sacerdote | Diáconos permanentes | Religiosos | Religiosos | Parroquias |
| Año                                                                             | Bautizados católicos | Total     | % de católicos | Total      | Clero secular | Clero regular | Bautizados por sacerdote | Diáconos permanentes | Varones    | Mujeres    | Parroquias |
| ------------------------------------------------------------------------------- | -------------------- | --------- | -------------- | ---------- | ------------- | ------------- | ------------------------ | -------------------- | ---------- | ---------- | ---------- |
| 1950                                                                            | 1 031 000            | 2 300 000 | 44.8           | 595        | 570           | 25            | 1732                     |                      | 53         | 150        | 442        |
| 1970                                                                            | 287 945              | 368 813   | 78.1           | 244        | 239           | 5             | 1180                     |                      | 11         | 147        | 60         |
| 1980                                                                            | 331 589              | 427 404   | 77.6           | 265        | 258           | 7             | 1251                     |                      | 10         | 117        | 71         |
| 1987                                                                            | ?                    | 800 000   | ?              | 103        | 94            | 9             | ?                        |                      | 9          | ?          | 87         |
| 1999                                                                            | 600 000              | 845 500   | 71.0           | 139        | 104           | 35            | 4316                     | 1                    | 40         | 221        | 89         |
| 2000                                                                            | 598 000              | 886 200   | 67.5           | 139        | 106           | 33            | 4302                     | 1                    | 34         | 220        | 90         |
| 2001                                                                            | 502 400              | 867 200   | 57.9           | 153        | 114           | 39            | 3283                     | 1                    | 42         | 215        | 91         |
| 2002                                                                            | 470 000              | 808 700   | 58.1           | 153        | 115           | 38            | 3071                     | 1                    | 43         | 222        | 93         |
| 2003                                                                            | 573 000              | 814 000   | 70.4           | 154        | 116           | 38            | 3720                     | 1                    | 41         | 226        | 93         |
| 2004                                                                            | 570 000              | 810 000   | 70.4           | 153        | 111           | 42            | 3725                     | 1                    | 47         | 220        | 94         |
| 2010                                                                            | 565 620              | 857 745   | 65.9           | 171        | 126           | 45            | 3307                     | 1                    | 60         | 198        | 96         |
| 2014                                                                            | 558 847              | 773 406   | 72.3           | 175        | 131           | 44            | 3193                     |                      | 54         | 172        | 95         |
| 2017                                                                            | 605 108              | 827 141   | 73.2           | 174        | 137           | 37            | 3477                     |                      | 50         | 167        | 95         |
| 2020                                                                            | 655 229              | 844 585   | 77.6           | 168        | 132           | 36            | 3900                     |                      | 56         | 159        | 97         |
| 2022                                                                            | 661 455              | 835 036   | 79.2           | 162        | 129           | 33            | 4083                     |                      | 53         | 147        | 97         |
| 2023                                                                            | 659 530              | 832 735   | 79.2           | 161        | 130           | 31            | 4096                     |                      | 48         | 131        | 97         |
| Fuente: Catholic-Hierarchy, que a su vez toma los datos del Anuario Pontificio. |                      |           |                |            |               |               |                          |                      |            |            |            |

## Episcopologio

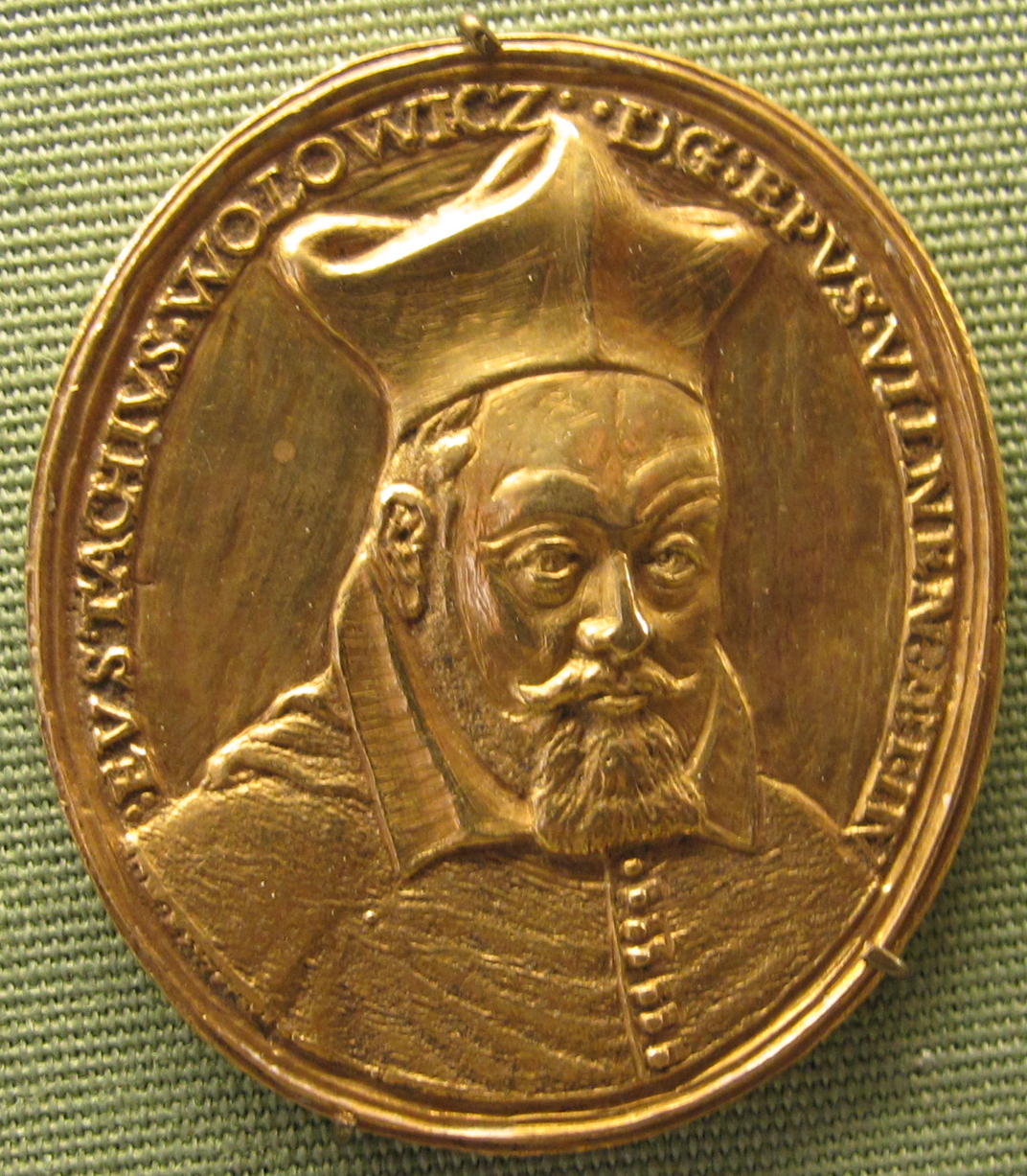
Eustachy Wołłowicz, medalla de 1626

- Andrzej Jastrzębiec, O.F.M. † (1388-14 de noviembre de 1398 falleció)
- Jakub Plichta, O.F.M. † (5 de mayo de 1399-7 de febrero de 1407 falleció)
- Mikołaj Gorzkowski † (enero de 1408-1414 falleció)
- Piotr Krakowczyk † (15 de febrero de 1415-22 de diciembre de 1422)
- Mattia di Trakai † (4 de mayo de 1422-9 de mayo de 1453 falleció)
- Mikołaj z Sołecznik † (17 de octubre de 1453-29 de septiembre de 1467)
- Jan Łosowicz † (4 de mayo de 1468-1481 falleció)
- Andrzej Szeliga † (27 de agosto de 1481-1491 falleció)
- Wojciech Tabor † (11 de abril de 1492-27 de marzo de 1507 falleció)
- Albert Radziwiłł † (10 de septiembre de 1507-19 de abril de 1519 falleció)
- Giovanni di Lituania † (23 de septiembre de 1519-15 de marzo de 1536 nombrado  obispo de Poznań)
- Paweł Holszański † (15 de marzo de 1536-4 de septiembre de 1555 falleció)
- Walerian Protasewicz † (10 de abril de 1556-31 de diciembre de 1579 falleció)
- Jerzy Radziwiłł † (31 de diciembre de 1579-9 de agosto de 1591 nombrado  obispo de Cracovia)
  - Bernard Maciejowski † (1 de septiembre de 1597-21 de abril de 1598 renunció ) (obispo electo)
- Benedykt Wojna † (31 de julio de 1600-22 de octubre de 1615 falleció)
- Eustachy Wołłowicz † (18 de mayo de 1616-19 de enero de 1630 falleció)
- Abraham Wojna † (24 de marzo de 1631-14 de abril de 1649 falleció)
- Jerzy Tyszkiewicz † (9 de diciembre de 1649-17 de enero de 1656 falleció)
- Jan Karol Dowgiałło Zawisza † (16 de octubre de 1656-9 de marzo de 1661 falleció)
- Jerzy Baiłłozor † (21 de noviembre de 1661-17 de mayo de 1665 falleció)
- Aleksander Kazimierz Sapieha † (18 de julio de 1667-22 de mayo de 1671 falleció)
  - Sede vacante (1671-1682)
- Mikołaj Stefan Pac † (25 de mayo de 1682[nota 5]-8 de mayo de 1684 falleció)
- Aleksander Kotowicz † (9 de abril de 1685-30 de noviembre de 1686 falleció)
- Konstanty Kazimierz Brzostowski † (24 de noviembre de 1687-24 de octubre de 1722 falleció)
- Maciej Józef Ancuta † (24 de octubre de 1722 por sucesión-18 de enero de 1723 falleció)
- Karol Piotr Pancerzyński † (11 de septiembre de 1724-19 de febrero de 1729 falleció)
- Michał Jan Zienkowicz † (2 de octubre de 1730-23 de enero de 1762 falleció)
- Ignacy Jakub Massalski † (29 de marzo de 1762-28 de junio de 1794 falleció)
  - Sede vacante (1794-1798)
- Jan Nepomucen Kossakowski † (17 de noviembre de 1798-26 de agosto de 1808 falleció)
- Hieronim Stojnowski † (26 de septiembre de 1814-17 de agosto de 1815 falleció)[nota 6]
  - Sede vacante (1815-1840)[nota 7]
- Andrzej Benedykt Kłągiewicz † (14 de diciembre de 1840-27 de diciembre de 1841 falleció)
  - Sede vacante (1841-1848)
- Wacław Żyliński † (3 de julio de 1848-18 de septiembre de 1856 nombrado  arzobispo de Mogilev)
- Adam Stanisław Krasiński, Sch.P. † (27 de septiembre de 1858-15 de marzo de 1883 renunció )
- Karol Hryniewicki † (15 de marzo de 1883-antes del 28 de diciembre de 1889 renunció[nota 8])
- Antanas Pranciškus Audzevičius † (30 de diciembre de 1889-10 de junio de 1895 falleció)
- Steponas Aleksandras Žvėravičius † (2 de agosto de 1897-17 de septiembre de 1902 nombrado  obispo de Sandomierz)
- Eduard Baron von der Ropp † (9 de noviembre de 1903-25 de julio de 1917 nombrado  arzobispo de Mogilev)
- Beato Jurgis Matulaitis-Matulevičius, M.I.C. † (23 de octubre de 1918-1 de septiembre de 1925 renunció[nota 9])
- Jan Feliks Cieplak † (14 de diciembre de 1925-17 de febrero de 1926 falleció)
- Romuald Jałbrzykowski † (24 de junio de 1926-19 de junio de 1955 falleció)
  - Sede vacante (1955-1989)
- Julijonas Steponavičius † (10 de marzo de 1989-18 de junio de 1991 falleció)[nota 10]
- Audrys Juozas Bačkis (24 de diciembre de 1991-5 de abril de 2013 retirado)
- Gintaras Linas Grušas, desde el 5 de abril de 2013